# Chucrallah Harb
Chucrallah Harb (* 5. Mai 1923 in Tannourine; † 31. Dezember 2019) war ein libanesischer Geistlicher und maronitischer Bischof von Jounieh.

## Leben
Chucrallah Harb empfing am 19. Juni 1949 die Priesterweihe.
Papst Paul VI. ernannte ihn am 15. März 1967 zum Bischof von Baalbek. Der Maronitische Patriarch von Antiochien und des ganzen Orients, Pierre-Paul Méouchi, spendete ihm am 14. Mai desselben Jahres die Bischofsweihe. Mitkonsekratoren waren Elie Farah, Erzbischof von Zypern, und Joseph Khoury, Erzbischof von Tyros. 
Am 4. August 1977 wurde er durch Paul VI. zum ersten Bischof der mit gleichem Datum errichteten Eparchie Jounieh ernannt. Am 5. Juni 1999 nahm Papst Johannes Paul II. seinen altersbedingten Rücktritt an. Gleichzeitig wurde die Eparchie Jounieh in die Eparchie Joubbé, Sarba und Jounieh eingegliedert. Somit blieb Harb der einzige Bischof von Jounieh.
Harb war Moderator des Tribunals des Maronitischen Patriarchats für Verwaltung und Justiz.